# Oxid antimoničný
Oxid antimoničný (Sb2O5) je společně s oxidem antimonitým jedním ze dvou oxidů antimonu. Antimon je v něm přítomen v oxidačním stavu V. Je to anhydrid kyseliny antimoničné.